# Brassolis rufescente-fuscus
Brassolis rufescente-fuscus är en fjärilsart som beskrevs av Johann August Ephraim Goeze 1770. Brassolis rufescente-fuscus ingår i släktet Brassolis och familjen praktfjärilar. Inga underarter finns listade i Catalogue of Life.